# Villalunga
Villalunga è una frazione del comune di Pavia posta a nord del centro abitato, verso Certosa di Pavia.

## Storia
Villalunga era un comune nella Campagna Soprana, poi inserito nel distretto di Bereguardo insieme alla frazione Cassinino. Nel 1841 annesse Molinazzo e la cascina Montebello. Nel 1871 il comune fu soppresso e unito a Torre del Mangano, attuale Certosa di Pavia.
Nel 1939 tuttavia il governo fascista, nell'intento di fornire ai più dinamici capoluoghi un adeguato spazio per la loro espansione economica e quindi urbanistica, staccò il paese da Certosa e lo unì direttamente a Pavia, seppur la località non sia poi mai stata raggiunta dalla crescita edilizia.

## Società

### Evoluzione demografica
- 197 nel 1751
- 184 nel 1805
- 650 nel 1861[3]